# Meri (Magersari)
Meri is een bestuurslaag in het regentschap Mojokerto van de provincie Oost-Java, Indonesië. Meri telt 7825 inwoners (volkstelling 2010).